# Chrysodomus
Chrysodomus là một chi ốc biển, là động vật thân mềm chân bụng sống ở biển trong họ Buccinidae.
This genus is considered a junior subjective đồng nghĩa của Neptunea

## Các loài
Các loài trong chi Chrysodomus gồm cód::
- Chrysodomus amiantus Dall, 1890: đồng nghĩa của Neptunea amianta (Dall, 1890)
- Chrysodomus archibenthalis Melvill & Standen, 1907: đồng nghĩa của Pontiothauma archibenthalis (Melvill & Standen, 1907)
- Chrysodomus crassicostatus Melvill & Standen, 1907: đồng nghĩa của Prosipho crassicostatus (Melvill & Standen, 1907)
- Chrysodomus crebricostatus Dall, 1877 accepted as Beringius crebricostatus (Dall, 1877)
- Chrysodomus hypolispus Dall, 1891: đồng nghĩa của  Latisipho hypolispus (Dall, 1891)
- Chrysodomus magnus Dall, 1895: đồng nghĩa của  Clinopegma magna (Dall, 1895)
- Chrysodomus ossiana (Friele, 1879): đồng nghĩa của Beringius turtoni (Bean, 1834)
- Chrysodomus rectirostris Carpenter, 1864: đồng nghĩa của  Exilioidea rectirostris (Carpenter, 1864)
- Chrysodomus roseus Dall, 1877 accepted as Colus roseus (Dall, 1877)